# Дора Стаева
Дора Стаева е българска драматична театрална и киноактриса.

## Биография
Родена е на 8 декември 1933 г. в гр. Троян. Завършва ВИТИЗ „Кр. Сарафов“ през 1956 г. в класа на проф. Желчо Мандаджиев. Съпруга е на сценографа Стефан Савов.
Стаева е „примата“ на драматичните театри в Сливен и Варна през 60-те години на ХХ век. Тя е една от основателките на Театър „София“. 
Става известна на широката публика с участието си във филма Горещо пладне (1966 г.).
Почива на 28 май 2020 г., на Възнесение Господне, в гр. София.

## Известни роли
ДТ „Стефан Киров“ – Сливен
- Адриана в „Комедия от грешки“ Уилям Шекспир
- Херцогинята в „Херцогинята на Падуа“ О. Уайлд
- Яна в „Светът е малък“ Иван Радоев

ДТ „Стоян Бъчваров“ – Варна
- Лукреция в „Лукреция Борджия“ Виктор Юго
- Елена във „В навечерието“ И. С. Тургенев.[1]
- Моника в „Хората на Будапеща“ Лайош Мещерхази

Театър „София“
- Хороших в „Миналото лято в Чулимск“ Александър Вампилов
- Учителката в „Стаята“ Димитър Коруджиев
- Полина Сергеевна в „Победителката“ Александър Арбузов
- Старата в „Съдии на самите себе си“ Кольо Георгиев

Тв театър
- „Гарвани“ (1987) (Анри Бек)
- „Великото чудо“ (1986) (Николай Георгиев)

## Филмография
- Почти ревизия (4-сер. тв, 1982)
- Бал на самотните (1981)
- Бариерата (1979)
- Мигове в кибритена кутийка (1979)[3]
- Бой последен (1977) – кака Куна
- Вечни времена (1974) - жената на Иван
- Горещо пладне (1966) – Майката на Алеко.